# 19. август
19. август (19.08) је 231. дан у години по грегоријанском календару (232. у преступној години) До краја године има још 134 дана.

## Догађаји
- 636 — Арапи су у бици код Јармука у Сирији победили византијску војску и потом освојили све персијске области које је држала Византија.
- 1587 — Сигисмунд III, син шведског краља Јуана III и Катарине Јагело, постао је краљ Пољске. Након очеве смрти (1592) припала му је и шведска круна. Његово настојање да створи унију Пољске и Шведске изазвало је рат између две државе, а после пораза Сигисмундове војске 1598. био је приморан да се одрекне наследства на шведски престо.
- 1691 — Аустријанци под командом Лудвига Баденског потукли су Турке код Сланкамена и нанели им тешке губитке. У бици је погинуо и велики везир Мустафа Ћуприлић.
- 1839 — На свечаној седници Француске академије наука објављен свету проналазак фотографије.
- 1878 — После жестоких уличних борби аустроугарске трупе ушле су у Сарајево и успоставиле своју управу. Одлуком Берлинског конгреса 13. јула, Аустроугарска је добила право да на 30 година окупира Босну и Херцеговину, а 1908. ју је анектирала.
- 1910 — У Цетињу је пуштена у рад прва електрична централа у Црној Гори. Свечано пуштање у рад централе уприличено је поводом крунисања краља Николе, а служила је за осветљење Двора, Зетског дома, главне цетињске улице и неколико кућа виђенијих Црногораца.
- 1934 — Гласачи су у на референдуму у Немачкој одобрили спајања функција канцелара и председника, чиме је одобрено Хитлерово преузимање врховне власти.
- 1942 — Британске и канадске трупе извеле су десант на француску луку Дјеп, где су, уз велике губитке, разорили немачке војне објекте. Од око 6.000 савезничких војника, више од 4.000 је погинуло, рањено или заробљено.
- 1944 — Париз се ослободио од немачке окупације у Другом светском рату.
- 1960 — Совјети су лансирали Спутњик 5 у ком су били пси Белка и Стрелка, 40-ак више мишева, 2 пацова и различите врсте биљака.
- 1945 — У Вијетнаму је под руководством Хо Ши Мина и ослободилачког покрета "Вијетмин" почела "августовска револуција" против француских колонијалних трупа.
- 1953 — У војном удару, уз подршку САД, збачен је ирански премијер Мохамед Мосадик, а шах Мохамад Реза Пахлави вратио се из егзила у Италији да преузме власт.
- 1960 — Пилот америчког шпијунског авиона "U-2", који је оборен изнад совјетске територије, Гери Пауерс осуђен је на 10 година заточеништва. Пауерс се спасио искакањем из авиона, али је потом ухапшен и осуђен, а 1962. је размењен за једног совјетског шпијуна.
- 1979 — Руски космонаути Владимир Љахов и Валериј Рјумин вратили су се на Земљу васионским бродом "Сојуз 34" после рекордних 175 дана проведених у свемиру.
- 1981 — Два америчка F-14 су оборила два либијска авиона Су-22 док је Америчка морнарица вршила војне вежбе у заливу Сидра.
- 1990 — Започело одржавање референдума о аутономији Срба у Хрватској.
- 1991 — У Совјетском Савезу је покушан државни удар којим су присталице тврде линије покушале да збаце са власти Михаила Горбачова, творца совјетске "гласности" и "перестројке“. Кључну улогу у сузбијању удара одиграо је тадашњи председник Русије Борис Јељцин, који је потом постао Горбачовљев главни политички ривал.
- 1995 — У саобраћајној несрећи на Игману, близу Сарајева, погинули су изасланик САД за бившу Југославију Роберт Фрејжер и тројица његових сапутника.
- 1996 — Шест руских, француских и америчких космонаута сусрело се на руској свемирској станици "Мир", укључујући Клаудију Андре Дешај, прву Францускињу у космосу, која је тог дана на руску космичку станицу стигла руском ракетом "Сојуз-У“.
- 1999 — Испред зграде Скупштине СР Југославије у Београду одржан је један од највећих опозиционих митинга на којем су затражене демократске промене у Србији и смењивање председника СР Југославије Слободана Милошевића.
- 2000 — Посмртни остаци, за које се верује да потичу од 14 Американаца који су проглашени несталим у Корејском рату, враћени су америчким војним властима.
- 2001 — Најмање 50 људи погинуло од подземне експлозије метана и угљене прашине у Украјини.
- 2003 — У бомбашком нападу на седиште Уједињених нација у Багдаду (Ирак) 23 особе су погинуле, међу којима и изасланик УН за Ирак Сержо Вјеиро де Мело. Одговорност за напад преузела је терористичка организација Осаме бин Ладена Ал Каида.
- 2005 — Започела је прва икада одржана заједничка руско-кинеска војна вежба.

## Рођења
- 1871 — Орвил Рајт, амерички пионир авијације, пилот, конструктор и градитељ авиона. (прем. 1948)
- 1848 — Гистав Кајбот, француски сликар. (прем. 1894)
- 1878 — Ђуро Стантић, мађарски атлетичар (брзо ходање). (прем. 1918)
- 1883 — Коко Шанел, француска модна креаторка. (прем. 1971)[1]
- 1899 — Патријарх српски Герман. (прем. 1991)
- 1921 — Џин Роденбери, амерички сценариста и продуцент. (прем. 1991)
- 1924 — Вилард Бојл, канадски физичар, добитник Нобелове награде за физику (2009). (прем. 2011)
- 1926 — Ангус Скрим, амерички глумац, писац и новинар. (прем. 2016)
- 1928 — Данко Поповић, српски књижевник, драматург и сценариста. (прем. 2009)
- 1933 — Дебра Паџет, америчка глумица.
- 1939 — Џинџер Бејкер, енглески музичар, најпознатији као суоснивач и бубњар супергрупе Cream. (прем. 2019)
- 1940 — Џони Неш, амерички музичар и глумац. (прем. 2020)
- 1945 — Ијан Гилан, енглески музичар, најпознатији као певач групе Deep Purple.
- 1946 — Бил Клинтон, амерички политичар и државник, 42. председник САД.[2]
- 1949 — Мирјана Николић, српска глумица. (прем. 2012)
- 1951 — Џон Дикон, енглески музичар, најпознатији као басиста групе
- 1955 — Питер Галагер, амерички глумац, музичар и писац.
- 1957 — Чезаре Прандели, италијански фудбалер и фудбалски тренер.
- 1965 — Кевин Дилон, амерички глумац.
- 1965 — Кира Сеџвик, америчка глумица, продуценткиња и редитељка.
- 1969 — Нејт Дог, амерички хип хоп музичар и глумац. (прем. 2011)
- 1969 — Метју Пери, канадско-амерички глумац. (прем. 2023)
- 1971 — Светлана Спајић, српска певачица традиционалне музике, педагошкиња, културна активисткиња и преводитељка.
- 1971 — Мери Џо Фернандез, америчка тенисерка.
- 1973 — Марко Матераци, италијански фудбалер и фудбалски тренер.
- 1977 — Шон Стоунрук, италијанско-амерички кошаркаш.
- 1978 — Иван Гвозденовић, српски фудбалер и фудбалски тренер.
- 1983 — Миси Хигинс, аустралијска музичарка и глумица.
- 1984 — Алесандро Матри, италијански фудбалер.
- 1986 — Кристина Пери, америчка музичарка.
- 1987 — Нико Хилкенберг, немачки аутомобилиста, возач Формуле 1.
- 1988 — Бојан Радетић, српски кошаркаш.
- 1988 — Вероника Рот, америчка списатељица.
- 1995 — Квинси Мениг, холандски фудбалер.
- 1996 — Милош Вулић, српски фудбалер.

## Смрти
- 14 — Октавијан Август, римски државник. (рођ. 63. п. н. е.)
- 1580 — Андреа Паладио, италијански градитељ (рођ. 1508)
- 1601 — Михај Храбри, румунски национални јунак. (рођ. 1558)
- 1662 — Блез Паскал, француски филозоф, математичар и физичар (рођ. 1623)
- 1765 — Аксел Фредрик Кронштет, шведски хемичар и откривач никла (рођ. 1722)
- 1819 — Џејмс Ват, шкотски проналазач парне машине (рођ. 1736)
- 1929 — Сергеј Дјагиљев, руски кореограф и режисер. (рођ. 1872)
- 1932 — Јохан Шобер, аустријски политичар, први председник Интерпола и канцелар Аустрије у три наврата. (рођ. 1874)
- 1936 — Федерико Гарсија Лорка, шпански песник и драматичар (рођ. 1898)
- 1983 — Александар Ранковић, српски и југословенски политичар и народни херој. (рођ. 1909)
- 1994 — Лајнус Полинг, амерички хемичар и пацифиста (рођ. 1901)
- 1997 — Маја Димитријевић, српска глумица. (рођ. 1926)
- 2003 — Серхио Вијера де Мело, бразилски дипломата (рођ. 1948)
- 2003 — Татјана Лукјанова, српска глумица. (рођ. 1923)
- 2010 — Ђорђе Илић, српски академски сликар, педагог и професор. (рођ. 1920)
- 2013 — Мирко Ковач, књижевник и филмски сценариста. (рођ. 1938)[3]
- 2014 — Предраг Палавестра, српски књижевник, историчар књижевности и редовни члан Српске академије науке и уметности и Академије науке и уметности Босне и Херцеговине. (рођ. 1930)
- 2016 — Мира Ступица, српска глумица. (рођ. 1923)[4]

## Празници и дани сећања
- Српска православна црква данас прославља:
  - Преображење Господње